# Trešnjevo, Andrijevica
Trešnjevo este un sat din comuna Andrijevica, Muntenegru. Conform datelor de la recensământul din 2003, localitatea are 539 de locuitori (la recensământul din 1991 erau 623 de locuitori).

## Demografie
În satul Trešnjevo locuiesc 399 de persoane adulte, iar vârsta medie a populației este de 38,0 de ani (36,6 la bărbați și 39,6 la femei). În localitate sunt 169 de gospodării, iar numărul mediu de membri în gospodărie este de 3,19.
|  |

| Demografie | Demografie | Demografie |
| An         | Locuitori  | Locuitori  |
| ---------- | ---------- | ---------- |
|            |            |            |
|            |            |            |
|            |            |            |
|            |            |            |
| 1948       | 798        |            |
| 1953       | 825        |            |
| 1961       | 761        |            |
| 1971       | 719        |            |
| 1981       | 649        |            |
| 1991       | 623        | 577        |
| 2003       | 600        | 539        |

| \| Componența etnică conform recensământului din 2003[2] \| Componența etnică conform recensământului din 2003[2] \| Componența etnică conform recensământului din 2003[2] \| Componența etnică conform recensământului din 2003[2] \| Componența etnică conform recensământului din 2003[2] \| \| ----------------------------------------------------- \| ----------------------------------------------------- \| ----------------------------------------------------- \| ----------------------------------------------------- \| ----------------------------------------------------- \| \| \| \| \| \| \| \| Sârbi \| Sârbi \| \| 326 \| 60,48% \| \| Muntenegreni \| Muntenegreni \| \| 164 \| 30,42% \| \| necunoscută \| necunoscută \| \| 2 \| 0,37% \| |              |  |     |        |
| Componența etnică conform recensământului din 2003 |              |  |     |        |
| |              |  |     |        |
| Sârbi | Sârbi        |  | 326 | 60,48% |
| Muntenegreni | Muntenegreni |  | 164 | 30,42% |
| necunoscută | necunoscută  |  | 2   | 0,37%  |